# نیوپورت

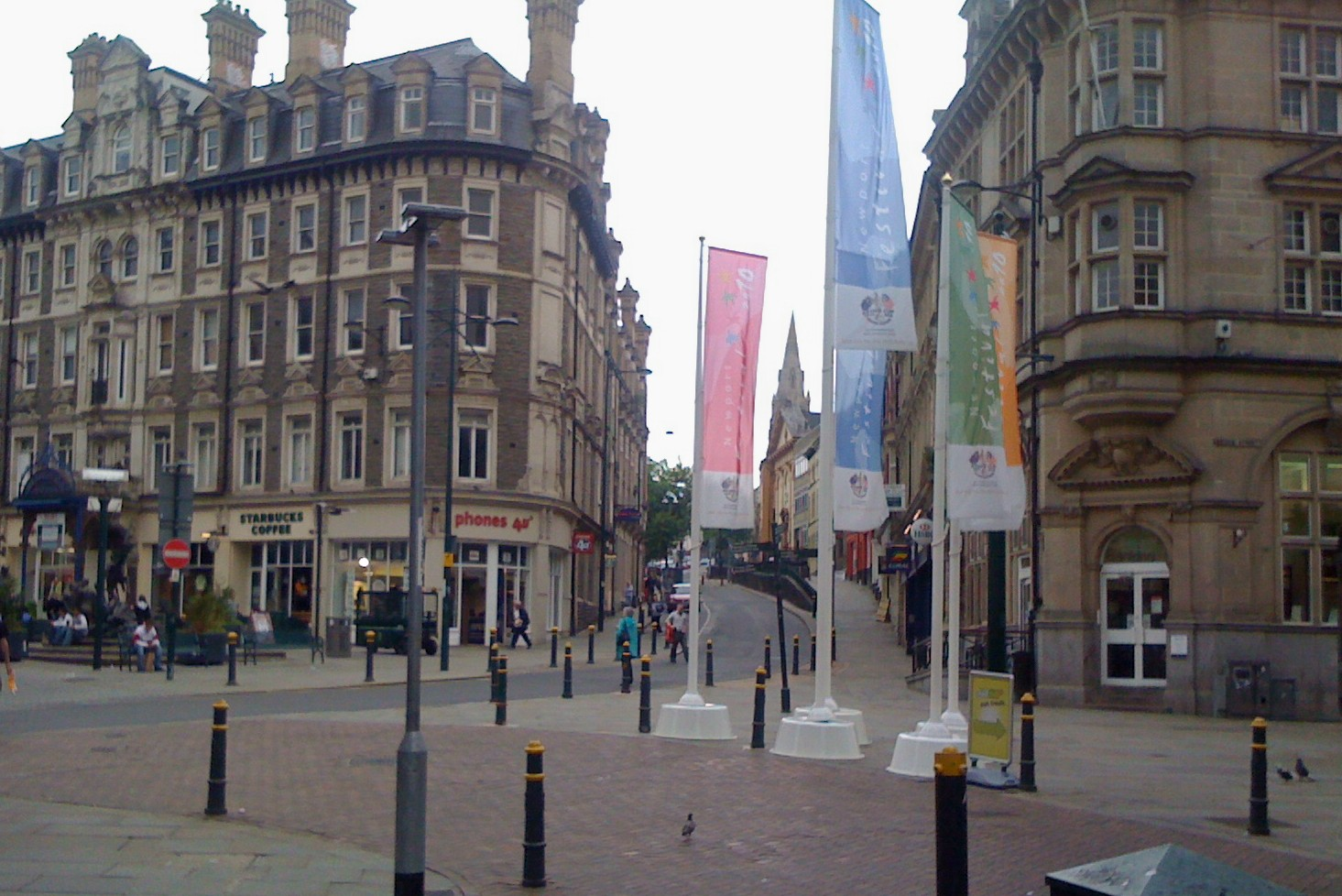
شهر سوانزی

نیوپورت (به انگلیسی: Newport) شهری است در ولز. جمعیت این شهر ۱۴۰٬۲۰۰ نفر است.